# Governador Real do Chile
O Governador Real do Chile, governava o distrito administrativo colonial espanhol chamado a Capitania Geral do Chile, e como resultado, o Governador Real também recebia o título de Capitão-General. Existiram 66 governadores ou capitães durante a conquista espanhola e, mais tarde nos períodos de orientação do colonialismo  espanhol.

## Lista de Governadores
| Imagem                                                    | Nome                      | Início Cargo           | Fim Cargo                     | Notes                 | Appointed by |
|                                                           | Pedro de Valdivia         | agosto 1540            | Dezembro 1547                 | Charles V             | |
|                                                           | Francisco de Villagra     | dezembro 1547          | 20 July 1549                  | Charles V             | |
|                                                           | Pedro de Valdivia         | 20 julho 1549          | 25 Dezembro 1553              | Charles V             | Killed at the Battle of Tucapel.                                                                                           |
|                                                           | Rodrigo de Quiroga        | dezembro 1553          | February 1555                 | Charles V             | |
|                                                           | Francisco de Villagra     | dezembro 1553          | February 1555                 | Charles V             | |
|                                                           | Francisco de Aguirre      | dezembro 1553          | February 1555                 | Charles V             | |
|                                                           | Cabildos of Chile         | fevereiro 1555         | May 1556                      | Charles V             | The cities of Chile governed themselves while the dispute over the governorship was settled by the Real Audiencia in Lima. |
|                                                           | Francisco de Villagra     | maio 1556              | April 1557                    | Philip II             | |
|                                                           | García Hurtado de Mendoza | abril 1557             | February 1561                 | Philip II             | |
|                                                           | Francisco de Villagra     | fevereiro 1561         | June 1563                     | Philip II             | |
| Pedro de Villagra                                         | junho 1563                | June 1565              |                               | Philip II             | |
|                                                           | Rodrigo de Quiroga        | junho 1565             | August 1567                   | Philip II             | |
|                                                           | Real Audiencia do Chile   | agosto 1567            | August 1568                   | Philip II             | |
|                                                           | Melchor Bravo de Saravia  | agosto 1568            | January 1575                  | Philip II             | |
|                                                           | Rodrigo de Quiroga        | janeiro 1575           | fevereiro 1580                | Philip II             | |
|                                                           | Martín Ruiz de Gamboa     | fevereiro 1580         | julho 1583                    | Philip II             | |
| Alonso de Sotomayor                                       | setembro 1583             | julho 1592             |                               | Philip II             | |
| Pedro de Viscarra                                         | julho 1592                | October 1592           |                               | Philip II             | |
| Martín García Óñez de Loyola                              | outubro 1592              | dezembro 1598          | Morto no desastre de Curalaba | Philip II             | |
| Pedro de Viscarra de la Barrera                           | dezembro 1598             | maio 1599              | Philip III                    |                       | |
| Francisco de Quiñónez                                     | maio 1599                 | julho 1600             | Philip III                    |                       | |
| Alonso García de Ramón                                    | julho 1600                | fevereiro 1601         | Philip III                    |                       | |
| Alonso de Ribera de Pareja                                | fevereiro 1601            | março 1605             | Philip III                    |                       | |
| Alonso García de Ramón                                    | março 1605                | setembro 1607          | Philip III                    |                       | |
| Luis Merlo de la Fuente Ruiz de Beteta                    | setembro 1607             | January 1611           | Philip III                    |                       | |
| Juan Jaraquemada                                          | janeiro 1611              | março 1612             | Philip III                    |                       | |
| Alonso de Ribera de Pareja                                | março 1612                | March 1617             | Philip III                    |                       | |
| Fernando Talaverano Gallegos                              | março 1617                | January 1618           | Philip III                    |                       | |
| Lope de Ulloa y Lemos                                     | janeiro 1618              | dezembro 1620          | Philip III                    |                       | |
| Cristóbal de la Cerda y Sotomayor                         | dezembro 1620             | novembro 1621          | Philip III                    |                       | |
| Pedro Osores de Ulloa                                     | novembro 1621             | setembro 1624          | Philip IV                     |                       | |
| Francisco de Álava y Nureña                               | setembro 1624             | maio 1625              | Philip IV                     |                       | |
| Luis Fernández de Córdoba y Arce                          | maio 1625                 | dezembro 1629          | Philip IV                     |                       | |
|                                                           | Francisco Laso de la Vega | dezembro 1629          | Philip IV                     | maio 1639             | |
| Francisco López de Zúñiga 2º Marquês de Baides            | maio 1639                 | maio 1646              | Philip IV                     |                       | |
| Martín de Mujica y Buitrón                                | maio 1646                 | abril 1649             | Philip IV                     |                       | |
| Alonso de Figueroa y Córdoba                              | abril 1649                | maio 1650              | Philip IV                     |                       | |
| Francisco Antonio de Acuña Cabrera y Bayona               | maio 1650                 | janeiro 1656           | Philip IV                     |                       | |
| Pedro Porter Casanate                                     | janeiro 1656              | fevereiro 1662         | Philip IV                     |                       | |
| Diego González Montero Justiniano                         | fevereiro 1662            | maio 1662              | Philip IV                     |                       | |
| Ángel de Peredo                                           | maio 1662                 | janeiro 1664           | Philip IV                     |                       | |
| Francisco de Meneses Brito                                | Janeiro 1664              | 1667                   | Philip IV                     |                       | |
| Diego Dávila Coello y Pacheco 1º Marquês de Navamorcuende | 1667                      | fevereiro 1670         | Charles II                    |                       | |
| Diego González Montero Justiniano                         | fevereiro 1670            | outubro 1670           | Charles II                    |                       | |
| Juan Henríquez de Villalobos                              | outubro 1670              | abril 1682             | Charles II                    |                       | |
| Marcos José de Garro Senei de Artola                      | abril 1682                | janeiro 1692           | Charles II                    |                       | |
| Tomás Marín de Poveda 1º Marquês do Canadá Hermosa        | janeiro 1692              | dezembro 1700          | Charles II                    |                       | |
| Francisco Ibáñez de Segovia y Peralta                     | dezembro 1700             | fevereiro 1709         | Philip V                      |                       | |
| Juan Andrés de Ustariz                                    | fevereiro 1709            | dezembro 1716          | Philip V                      |                       | |
| José de Santiago Concha y Salvatierra                     | dezembro 1716             | 17 de dezembro de 1717 | Philip V                      |                       | |
|                                                           | Gabriel Cano y Aponte     | 17 de dezembro de 1717 | Philip V                      | 11 de novembro de1733 | |
| Francisco de Sánchez de la Barreda                        | 11 de novembro de 1733    | maio 1734              | Philip V                      |                       | |
| Manuel Silvestre de Salamanca Cano                        | maio 1734                 | novembro 1737          | Philip V                      |                       | |
| José Antonio Manso de Velasco Conde de Superunda          | novembro 1737             | junho 1744             | Philip V                      |                       | |
| Francisco José de Ovando 1st Marquis of Brindisi          | junho 1745                | março 1746             | Philip V                      |                       | |
| Domingo Ortíz de Rosas 1º Marquês de Poblaciones          | 25 março 1746             | 28 dezembro 1755       | Ferdinand VI                  |                       | |
|                                                           | Manuel de Amat y Juniet   | 28 dezembro 1755       | Ferdinand VI                  | 9 setembro 1761       | |
| Félix de Berroeta                                         | setembro 1761             | October 1762           | Charles III                   |                       | |
| Antonio de Guill y Gonzaga                                | outubro 1762              | agosto 1768            | Charles III                   |                       | |
| Juan de Balmaseda                                         | agosto 1768               | março 1770             | Charles III                   |                       | |
| Francisco Javier de Morales                               | março 1770                | março 1772             | Charles III                   |                       | |

## Governador e Capitão-Generais do Chile
| Imagem                         | Nome          | Entrou no Cargo | Saiu do Cargo | Notas | Nomeado pelo |
| Agustín de Jáuregui y Aldecoa  | março 1772    | julho 1780      | Charles III   |       |              |
| Tomás Álvarez de Acevedo Ordaz | julho 1780    | dezembro 1780   | Charles III   |       |              |
| Ambrósio de Benavides          | dezembro 1780 | abril 1787      | Charles III   |       |              |
| Tomás Álvarez de Acevedo Ordaz | abril 1787    | maio 1788       | Charles III   |       |              |

### Nomeado porCarlo IV
- Ambrosio O'Higgins, o Marquês de Osorno: (maio 1788 - maio 1796)
- José de Rezabal y Ugarte: (1796 - setembro  de 1796)
- Gabriel de Avilés, 2º Marquês de Avilés: (18 setembro 1796 - 21 de janeiro de 1799)
- Joaquín Sánchez del Pino de Rojas: (janeiro  1799 - abril 1801)
- José de Santiago Concha Jiménez Lobatón: (abril 1801 - dezembro 1801)
- Francisco Tadeo Diez de Medina Vidanges: (dezembro 1801 - janeiro 1802)
- Luis Muñoz de Guzmán: (janeiro 1802 - fevereiro 1808)

### Nomeado porFernando VII
- Juan Rodríguez Ballesteros: (fevereiro 1808 - abril 1808)
- Francisco Antonio García Carrasco Díaz: (abril 1808 - julho 1810)
- Mateo de Toro Zambrano, 1.º Conde de la Conquista: (julho 1810 - setembro 1810)

Período da Reconquista Espanhola: governador e Capitão-Generais (na oposição)
- José Antonio Pareja: (12 de dezembro de 1812 - 21 de maio de 1813)
- Juan Francisco Sánchez: (21 de maio de 1813 - 1 de janeiro de 1814)
- Gabino Gaínza y Fernández de Medrano: (1 de janeiro de 1814 - 19 de julho de 1814)
- Mariano Osorio: (19 de julho de 1814 - 26 de dezembro de 1815)
- Francisco Marcó del Pont Ángel Díaz y Méndez: (26 de dezembro de 1815 - 12 de fevereiro de 1817)
- Mariano Osorio: (4 de janeiro de 1818 - 5 de abril de 1818)